# Доброхотов, Роман Александрович
Рома́н Алекса́ндрович Доброхо́тов (род. 6 августа 1983, Москва, СССР) — российский журналист, медиаменеджер, политический деятель, политолог, преподаватель. Основатель и шеф-редактор интернет-издания The Insider. Кандидат политических наук. Один из основателей и лидеров «Партии 5 декабря», основатель и лидер движения «Мы», член федерального политсовета и политсовета московского отделения движения «Солидарность».  

## Биография

### Ранняя жизнь
Родился 6 августа 1983 года в Москве.
Отец — Александр Львович Доброхотов (род. 1950) — завкафедрой ИТМК философского факультета МГУ, профессор философии НИУ-ВШЭ.
Роман учился в московской школе № 1206, в старших классах перешёл в московскую школу № 1525 (лицей «Воробьёвы горы»).
С 2000 по 2006 год учился в МГИМО на факультете политологии, получил степень магистра политологии по специализации «Международная политэкономия». Затем учился в аспирантуре Высшей школы экономики. В 2013 году защитил под руководством Марка Урнова кандидатскую диссертацию на тему «Проблемы доверия в мировой политике (на примере процессов европейской интеграции)» и получил таким образом ученую степень кандидата политических наук.

### Политическая деятельность
В 2005 году участвовал в молодёжном движении «Идущие без Путина», руководил московским отделением. С 2005 года является организатором и лидером демократического движения «Мы», в которое было преобразовано (переименовано) движение «Идущие без Путина». 
Член федерального политсовета движения «Солидарность» с момента основания движения в 2008, член политсовета московского отделения «Солидарности» с 2009 года. Являлся одним из организаторов «Марша несогласных».
В июле 2009 года Роман Доброхотов объявил о своём намерении баллотироваться на выборах в Мосгордуму по одномандатному избирательному округу № 5. Выдвижение Романа было поддержано движением «Солидарность». Мосгоризбирком отказал в регистрации ему, мотивировав отказ претензиями к качеству собранных подписей. 
26 мая 2011 года в ответ на «Обращение к руководству страны с просьбой об изменении культурной политики России» организовал в своем блоге сбор подписей под «Открытым письмом деятелям культуры».
7 июня 2011 года состоялись политические дебаты между движениями «Наши» и «Солидарность» в клубе ArteFAQ в Москве. От «Наших» выступали Мария Кислицына и Глеб Крайник, от «Солидарности» — Роман Доброхотов, Костантин Янкаускас и Анастасия Рыбаченко. В июне 2011 участвовал в форуме «Антиселигер». В 2012 охотно принял предложение поучаствовать в работе форума «Селигер» и прочитал там лекцию о коррупции в Кремле, в которой рассказал о бизнесмене Юрии Ковальчуке, его сыне Борисе Ковальчуке, Геннадии Тимченко и о самом «Михаиле Ивановиче».
Стал одним из основателей «Партии 5 декабря» летом 2012. Выдвигался вместе с Сергеем Давидисом, Анной Каретниковой, Пётром Царьковым, Марией Бароновой и ещё восемью кандидатами от партии на выборах в Координационный совет оппозиции, которые прошли в октябре 2012.

### Журналистская и преподавательская деятельность
С мая 2006 года по март 2009 года писал статьи для газеты «Новые Известия», работал замредактора отдела экономики. Писал материалы по экономике, международной политике и культуре; опубликовал собственный репортаж с быстротечной российско-грузинской войны.
В 2006—2008 годах работал внештатным сотрудником радиостанции «Говорит Москва», где вёл еженедельное ток-шоу политических дебатов «Очная ставка».
С января 2010 года Доброхотов преподавал политологию и мировую экономику в Государственном академическом университете гуманитарных наук.
С апреля 2010 года по февраль 2013 года был старшим корреспондентом и редактором интернет-издания Slon.ru. В январе 2013 года Роман стал автором проекта «Неделя каминг-аута», посвященного проблемам ЛГБТ-сообщества. 25 февраля 2013 года Роман вместе с частью редакции интернет-портала Slon.ru был уволен. Главный редактор Slon.ru Андрей Горянов заявил, что «дальше работать с [Доброхотовым] было невозможно. Он не видит себя журналистом, скорее больше политиком». 
После увольнения из Slon.ru Доброхотов в течение нескольких месяцев 2013 года был одним из авторов Colta.ru.
В 2013 году основал The Insider — российское интернет-издание, специализирующееся на журналистских расследованиях, разоблачении фальшивых новостей и проверке фактов, стал его шеф-редактором.

### Инцидент с президентом Медведевым
12 декабря 2008 года Роман Доброхотов привлёк к себе внимание средств массовой информации, прервав речь президента России Дмитрия Медведева во время его выступления в Кремле по поводу 15-й годовщины принятия Конституции РФ.
Роман Доброхотов выкрикнул с места: «Позор поправкам!» (речь идёт о предложенных Дмитрием Медведевым поправках в Конституцию о продлении срока полномочий президента до шести лет, а депутатов Думы до пяти лет. Поправки вступили в силу в декабре 2008 года). После слов Медведева о том, что права человека «определяют смысл и содержание государственной деятельности», Роман Доброхотов выкрикнул: 

Что вы его слушаете?! Он нарушил все права и свободы человека и гражданина!… Конституция нарушена, в стране цензура, выборов нет, а он о Конституции говорит…
 Во время последней фразы сотрудники Федеральной службы охраны уже выводили Романа Доброхотова из зала, один из сотрудников пытался зажать ему рот. Президент Медведев сказал: «На самом деле, не надо никуда забирать, пусть остаётся, слушает. Откровенно говоря, Конституция для того и принималась, чтобы у каждого было право на выражение собственной позиции. Это тоже позиция, её можно уважать». Однако слова президента были проигнорированы охранниками и Роман Доброхотов был препровождён в отделение милиции.
Инцидент был вырезан из трансляции выступления Медведева на федеральных телеканалах, но был показан в эфире петербургского «Пятого канала». Впоследствии Роман Доброхотов утверждал, что не готовил провокаций, а его выступление было «спонтанным эмоциональным всплеском».
В тот же день сообщил в своём блоге, что уволен с работы на радио «Говорит Москва». Вернувшись домой,  получил сообщение, что он уволен в связи с сокращением штатов, якобы радиостанция увольняет всех внештатников. Хотя, по утверждению Доброхотова, до этого никто о возможном увольнении его не предупреждал.

### Участие в акциях оппозиции
31 января 2010 был задержан (также было задержано более ста человек) на митинге в защиту 31-й статьи Конституции, которая гарантирует свободу собраний. 28 сентября 2010 был задержан (также было задержано ещё трое) на митинге против бывшего мэра города Москвы Юрия Лужкова у памятника Юрию Долгорукому напротив московской мэрии на Тверской площади.
4 декабря 2011 был задержан среди десятков других активистов у памятника Маяковскому на Триумфальной площади в Москве. Выступал со сцены митинга «За честные выборы» на Чистых прудах в Москве 5 декабря 2011 года. Роман вдохновился акцией «Балтийский путь» 1989 года и организовал флешмоб «Большое белое кольцо». Акция состоялась 26 февраля 2012 года.
В день рождения Путина 7 октября 2012 пришёл с граблями на акцию «Проводим дедушку на пенсию» у памятника героям Плевны в Ильинском сквере в Москве, был задержан полицией. Годом ранее он был задержан на акции провластного движения «Наши», посвященной очередному дню рождения Путина.
Во время митинга «Свободу узникам 6 мая» 6 мая 2013 на Болотной площади подрался с православными активистами.
В сентябре 2020 года подписал письмо в поддержку протестных акций в Белоруссии.

### Политическое преследование
23 июля 2021 года Министерство юстиции России включило латвийское юридическое лицо «The Insider SIA», администратора доменного имени возглавляемого Доброхотовым издания The Insider, в реестр СМИ — «иностранных агентов». Причины включения в реестр в Минюсте не пояснили. Доброхотов отметил, что издание не будет маркировать свои материалы пометкой о статусе «иностранного агента», поскольку является латвийским изданием и не имеет представительства в России.
28 июля 2021 года полиция пришла с обыском к Доброхотову, а его самого увезли на допрос. Доброхотова обыскивали по делу о клевете, возбуждённому по заявлению нидерландского блогера Максимилиана ван дер Верффа (нидерл. Maximilian van der Werff). Дело связано с расследованием The Insider, вышедшем в ноябре 2020 года, в котором говорится, что ван дер Верфф мог сотрудничать с Министерством обороны России и ГРУ. Доброхотов проходит по делу в качестве свидетеля. Во время обыска у Доброхотова забрали мобильные телефоны, ноутбук, планшеты и заграничный паспорт. Также обыск произошёл у его родителей, при том что у них нет процессуального статуса по этому делу.
Мари Стразерс (англ. Marie Struthers), директор правозащитной организации Amnesty International по Восточной Европе и Центральной Азии, назвала обыск «попытк[ой] запугать журналиста, который ясно заявил о том, что не намерен молчать после того, как на прошлой неделе его издание было объявлено „иностранным агентом“». По словам Сергея Ежова, журналиста The Insider, Доброхотов должен был улететь из России 28 июля, в день обыска.
Позднее Доброхотов покинул Россию. 7 сентября 2021 года против него было заведено дело о незаконном пересечении границы. По версии ФСБ, Доброхотов в ночь на 1 августа незаконно пересёк границу с Украиной около села Колещатовка Воронежской области. Сам Доброхотов подтвердил, что находится не в России, но не уточнил, как пересёк границу и в какой стране находится. Он заявил, что имел право покинуть страну, а завести уголовное дело нужно в отношении сотрудников ФСБ и следователей, которые изъяли у него заграничный паспорт.
23 сентября Доброхотов был объявлен в розыск. 30 сентября 2021 полиция снова пришла с обыском к его родителям, а позднее они увезли на допрос жену и отца Доброхотова. По мнению Доброхотова, это давление на его родственников и попытка получить доступ к телефонам и компьютерам, чтобы из переписки узнать его местонахождение. 15 апреля 2022 года Минюст РФ внёс Доброхотова в реестр СМИ — «иностранных агентов».
17 июля Генпрокуратура РФ признал возглавляемое им издание The Insider нежелательной организацией, а 26 июля 2022 года Минюст РФ включил его в соответствующий список. В июле 2022 года на Романа был составлен протокол об административном правонарушении за дискредитацию российской армии, который 27 июля был передан в Черемушкинский суд г. Москвы.
4 августа 2022 года Лефортовский суд принял заочное решение об аресте Романа Доброхотова.

## Награды
В 2018 году получил премию «Профессия — журналист» фонда «Открытая Россия» в номинации «Расследование» за публикацию «Солберецкие: Часть первая. Часть вторая. Часть третья. Часть четвёртая».
В 2019 году совместно с Христо Грозевым получил премию Европейской прессы за установление личности двух мужчин, предположительно ответственных за отравление Сергея и Юлии Скрипаль.
В феврале 2021 года получил журналистскую премию «Редколлегия» за статью «Контрсанкции. Как сотрудники ФСБ пытались отравить Владимира Кара-Мурзу».